# Wester-Ohrstedt
Wester-Ohrstedt (frisó septentrional Weerster Uurst, danès Øster Ørsted) és un municipi del districte de Nordfriesland, dins l'Amt Viöl, a l'estat alemany de Slesvig-Holstein. És a 10 kilòmetres de Husum. El 31 de desembre del 2023 tenia 1.118 habitants.